# Julius Watkins
Julius Watkins (* 10. Oktober 1921 in Short Hills, New Jersey; † 4. April 1977 in Detroit) war ein US-amerikanischer Hornist des Jazz.

## Leben und Wirken
Schon als Neunjähriger spezialisierte er sich auf das Waldhorn, spielte aber auch Trompete. Er spielte 1943 bis 1946 bei Ernie Fields und besuchte drei Jahre lang die Manhattan School of Music um dann 1949 in der Milt Buckner Bigband zu spielen. Danach war er in Bands von Kenny Clarke, Oscar Pettiford und Pete Rugolo (1954). 1955 spielte er im Nonett von Gigi Gryce (Nica’s Tempo). 1956 leitete er mit Charlie Rouse die Band Les Jazz Modes, deren 10-inch-LP bei Dawn erschien. 1958 wirkte er bei der Miles Davis/Gil-Evans-Produktion von Porgy and Bess und dem Evans-Album New Bottle, Old Wine mit. Dann spielte er bei George Shearing, in der Quincy Jones Big Band (1959–1961) und bei Charles Mingus (Music Written for Monterey 1965, Let My Children Hear Music, 1971). Schallplattenaufnahmen machte er auch mit anderen Jazzstars, z. B. Thelonious Monk (MONK, 1956), Sonny Rollins, Milt Jackson, Miles Davis, John Coltrane (Africa/Brass, 1961), Art Farmer und Pharoah Sanders (Karma, 1969), aber auch mit dem Jazz Composer’s Orchestra und Gil Evans (The Individualism of Gil Evans, 1964).

## Ehrungen
Dem Waldhorn-Pionier des Jazz zu Ehren findet seit 1994 in New York das Julius Watkins Horn Festival statt.
| Personendaten    | Personendaten                 |
| ---------------- | ----------------------------- |
| NAME             | Watkins, Julius               |
| KURZBESCHREIBUNG | US-amerikanischer Jazzhornist |
| GEBURTSDATUM     | 10. Oktober 1921              |
| GEBURTSORT       | Short Hills, New Jersey       |
| STERBEDATUM      | 4. April 1977                 |
| STERBEORT        | Detroit                       |